# Wallisellen
Wallisellen (gzu. Walissele, Waliselle) – miasto  i gmina (Politische Gemeinde) w północnej Szwajcarii, w kantonie Zurych, w okręgu (Bezirk) Bülach.

## Demografia
W Wallisellen mieszka 17 299 osób. W 2021 roku 31,3% populacji gminy stanowiły osoby urodzone poza Szwajcarią.

## Współpraca
Miejscowość partnerska:
- Rolle, Vaud

## Transport
Przez teren miasta przebiegają autostrady A1, A4 i A11 oraz droga główna nr 1.